# Toh Shao Xuan
Toh Shao Xuan (* Ende der 1990er Jahre) ist eine singapurische Multisportlerin. Sie gehört der Beachhandball-Nationalmannschaft ihres Landes an.
Toh Shao Xuan ist vielseitig sportlich interessiert und spielt neben Handball beispielsweise auch Netball, Fußball und Touch Rugby an der National University of Singapore. 2017 weilte sie für einige Zeit aus Austauschstudentin an der Dänischen Technischen Universität in Lyngby, wo sie in der Zeit auch Handball spielte.
Als Singapur nach 10 Jahren für die Südostasien-Meisterschaften 2022 in Bangkok wieder und überhaupt erst das zweite Mal eine Nationalmannschaft zusammen stellte, wurde Toh als deren Spielführerin berufen.